# Per-Olov Löwdin
Per-Olov Löwdin (28 octobre 1916 à Uppsala, Suède - 6 octobre 2000 à Uppsala) est un physicien suédois, professeur à l'université d'Uppsala de 1960 à 1983, et en parallèle à l'université de Floride jusqu'en 1993.

## Biographie
Löwdin a commencé ses études à l'université d'Uppsala en 1935, a obtenu sa licence de philosophie en 1942 et, la même année, a commencé à enseigner la mécanique et la physique mathématique à l'université. En 1946, il a passé six mois dans le groupe de recherche de Wolfgang Pauli, étudiant des questions d'électrodynamique quantique, et, en 1948, il a soutenu son doctorat en physique théorique sous la direction d'Ivar Waller et a été nommé professeur agrégé la même année. En 1949, il passe cinq mois à l'université de Bristol avec Nevill Francis Mott, futur lauréat du prix Nobel de physique (1977), où il continue à travailler sur la physique de l'état solide, le même domaine que celui de sa thèse de doctorat.
De 1950 à 1951, il séjourne aux États-Unis, avec Hertha Sponer à l'université Duke, à l'université de Chicago avec Robert S. Mulliken, qui recevra plus tard le prix Nobel de chimie (1966), et avec John C. Slater au MIT. C'est à cette époque que la chimie quantique est devenue son principal domaine de recherche. Il a apporté plusieurs contributions pionnières à la chimie quantique, notamment l'introduction de la technique d'orthogonalisation symétrique en 1950. 
Löwdin a fondé un groupe de recherche en chimie quantique à Uppsala en 1955, et on lui attribue l'introduction de ce domaine en Suède. Il a occupé un poste de laboratoire financé par le Conseil suédois de la recherche de 1955 à 1960. Il a fondé un groupe de recherche similaire à l'université de Floride à Gainesville en 1960. Löwdin est nommé professeur de chimie quantique à Uppsala en 1960.
Il est élu en 1969 membre de l'Académie royale des sciences de Suède et reçoit la médaille Niels Bohr en 1987. Il a été membre du comité Nobel de physique de 1972 à 1984.
Entre 1940 et 1959, Per-Olov Löwdin a été marié à la dirigeante sportive Inga Löwdin, née Svennbeck. Ils ont eu un fils, Per, en 1949. En 1960, il se remarie avec Karin Elmsäter et la même année, ils ont une fille, Anna .
Löwdin est enterré dans le vieux cimetière d'Uppsala.